# Matheus Machado (voetballer, 2003)
Matheus Machado Ferreira (13 maart 2003) is een Braziliaanse profvoetballer die als aanvaller speelt voor Al-Fateh in de Saudi Pro League. Hij verruilde op 31 januari 2025 SV Zulte Waregem voor de rode lantaarn Al-Fateh. 

## Carrière
Machado is geboren in Porto Alegre en speelde in zijn jeugd voor Grêmio en Nacional SP . In juli 2022 tekende hij bij Khor Fakkan Club, een ploeg uit de Verenigde Arabische Emiraten.
Op 17 januari 2023 sloot Machado zich aan bij Cherno More Varna in Bulgarije. Op 21 april maakte hij zijn debuut voor de club in een 2-0 uitoverwinning op Botev Vratsa. Na twaalf dagen wist hij zijn eerste doelpunt te maken voor Cherno More in zijn derde competitiewedstrijd voor de club, in een 2-2 duel tegen Arda Kardzhali.
Op 1 september 2023 sloot Machado zich aan bij de Belgische club SV Zulte Waregem die dat seizoen uitkwamen in eerste klasse B, voor een transferbedrag van € 600.000.
Machado zette op de laatste dag van de transferperiode in januari 2025 zijn handtekening bij Al-Fateh. Deze ploeg staat op dat moment laatste in de Saudi Pro League. De club zou rond de 3 miljoen euro betaald hebben voor de komst van Machado.

## Carrière statistieken
Bijgewerkt per 29 januari 2025.
| Seizoen | Club             | Land                   | Competitie       | Competitie | Competitie | Beker | Beker | Totaal | Totaal |
| Seizoen | Club             | Land                   | Competitie       | Wed.       | Dlp.       | Wed.  | Dlp.  | Wed.   | Dlp.   |
| ------- | ---------------- | ---------------------- | ---------------- | ---------- | ---------- | ----- | ----- | ------ | ------ |
| 2022/23 | Cherno More      | Vlag van Bulgarije     | Parva liga       | 8          | 2          | 1     | 1     | 9      | 3      |
| 2023/24 | Cherno More      | Vlag van Bulgarije     | Parva liga       | 7          | 4          | —     | —     | 7      | 4      |
| 2023/24 | SV Zulte Waregem | Vlag van België        | Eerste klasse B  | 25         | 5          | 2     | 0     | 27     | 5      |
| 2024/25 | SV Zulte Waregem | Vlag van België        | Eerste klasse B  | 6          | 4          | 1     | 0     | 7      | 4      |
| 2024/25 | Al-Fateh SC      | Vlag van Saoedi-Arabië | Saudi Pro League | 0          | 0          | 0     | 0     | 0      | 0      |
|         | Carrière totaal  | Carrière totaal        | Carrière totaal  | 46         | 15         | 4     | 1     | 50     | 16     |